# 펠릭스 비드발트
펠릭스 비드발트(독일어: Felix Wiedwald, 1990년 3월 15일 ~ )는 독일의 축구 선수이다. 현재 소속팀은 FC 에먼이며, 포지션은 골키퍼이다.

## 클럽 경력
어린 나이에 TSV 아힘에 입단한 비드발트는 9세 때 베르더 브레멘으로 팀을 옮겼다. 베르더 브레멘 유소년팀에서 활동하다가 2009년 9월 26일 FC 카를 차이스 예나와의 경기에서 베르더 브레멘II 소속으로 프로 데뷔 경기를 치렀다.

2011년 여름, 그는 2. 푸스볼-분데스리가의 MSV 뒤스부르크로 이적하였으며, 플로리안 프롬로비츠의 서브 골키퍼로 활약하다 2011년 11월 18일 아인트라흐트 브라운슈바이크와의 경기에서 MSV 뒤스부르크 소속으로의 첫 선발 출전경기를 치렀다.

이후, 2013-14시즌을 앞두고 아인트라흐트 프랑크푸르트로 이적했고, 2013년 12월 12일 아포엘과의 유로파 리그경기에서 프랑크푸르트 소속으로의 첫 경기를 치렀으며 2014년 2월 2일 바이에른 뮌헨과의 경기에서 분데스리가 데뷔 경기를 치렀다. 2014-15 시즌에는 프랑크푸르트의 주전 골키퍼인 케빈 트라프의 부상으로 팀의 주전 골키퍼로 활약 하기도 했다.

2015-16 시즌을 앞두고 그는 어린시절부터 활약하던 베르더 브레멘으로 복귀 하였으며, 등번호 42번을 배정 받았다.
팀내 다른 골키퍼들의 부상과 부진등의 이유로, 브레멘의 2015-16시즌 모든 공식경기에 선발 출장했다.